# Pawala Valley Ridge
Pawala Valley Ridge – najwyższy szczyt na wyspie Pitcairn będącej terytorium zależnym Wielkiej Brytanii.